# 마이라 아기아르
마이라 아기아르 다 시우바(브라질 포르투갈어: Mayra Aguiar da Silva, 1991년 8월 3일~)는 브라질의 유도 선수이다. 올림픽에서 3회(2012, 2016, 2020) 연속으로 여자 하프헤비급 동메달을 획득했으며 세계 선수권 대회에서 3회 우승을 달성했다.